# Jayma Cardoso
Jayma Cardoso là một nữ doanh nhân gốc Brazil ở thành phố New York. Làm việc với các đối tác khác nhau, cô đã tạo ra các doanh nghiệp chuyên về cuộc sống về đêm cao cấp ở New York, bao gồm CAIN, GoldBar, Lavo và Surf Lodge.

## Tuổi thơ
Cardoso được sinh ra và lớn lên ở Curitiba, Brazil, và cô và mẹ cô chuyển đến Newark ngay sau khi cha cô qua đời khi cô 17 tuổi. Ở tuổi 19, cô chuyển đến Manhattan và theo học tại Đại học Fordham.
Để kiếm tiền học đại học của mình, Cardoso đã làm việc như một nữ tiếp viên trong một nhà hàng ở SoHo, cuối cùng trở thành một nhân viên phục vụ cocktail tại Lotus, một câu lạc bộ đêm trong khu vực đèn đỏ. Ở đó, cô gặp Jamie Mulholland, một nhân viên pha đồ uống đến từ Nam Phi, và họ đã đồng ý phối hợp bắt đầu liên doanh của riêng họ.

## Sự nghiệp
Cardoso và Mulholland đảm bảo đầu tư tài chính thông qua các kết nối của họ trong giới ăn chơi về đêm, và họ mở CAIN, một câu lạc bộ theo chủ đề safari ở Chelsea.
CAIN là một thành công, và một vài năm sau đó, hai người mở tiếp GoldBar, một quán bar cao cấp độc quyền ở NoLIta. Cardoso cũng là một đối tác của Lavo New York, một nhà hàng Ý và câu lạc bộ đêm ở Upper East Side.
Với hai đối tác, Cardoso đã cải tạo nhà nghỉ Montauk và mở Surf Lodge vào năm 2008. Vì địa điểm đã đạt được thành công tài chính, nó bắt đầu ảnh hưởng tiêu cực đến cộng đồng dân cư gần đó, với hơn 900 lần lấn chiếm và các hành vi vi phạm khác, và gần như bị buộc phải đóng cửa. Trong một động thái được sắp xếp bởi Cardoso, Lodge đã được bán cho một công ty do nhà đầu tư công nghệ Michael Walrath điều hành, ngay trước khi nó mở cửa trở lại cho mùa hè 2012, trong khi Cardoso vẫn là chủ sở hữu. Cardoso được biết đến như là "Nữ hoàng của cuộc sống về đêm" và mới làm mẹ. Cô cũng thành công trong việc mở một cửa hàng pop-up, Surf Lodge Café, tại hội chợ New Art Dealers Alliance (NADA) được tổ chức đồng thời với hội chợ nghệ thuật Art Basel Miami Beach. Cô có kế hoạch mở thêm nhiều địa điểm ăn chơi ở New York và California.